# 日本味と匂学会
日本味と匂学会（にほんあじとにおいがっかい、英文名 The Japanese Association for the Study of Taste and Smell ）は、味と匂に関する科学研究の進展をはかることを目的として設立された学会。法人会員は24社（2017年4月現在）。
事務局を旭川医科大学生理学講座神経機能分野内に置いている。

## 活動
- 学術大会・学術講演会・ワークショップなどの開催、学会誌の刊行、味および匂に関する研究の国際的事業への参画など[1]

## 機関誌
- 『日本味と匂学会誌』[2] 年3回

## 主な関連機構
- AChemS
- ECRO